# Adduzierte Daumen-Arthrogrypose-Syndrom
Das Adduzierte Daumen-Arthrogrypose-Syndrom ist ein sehr seltenes, nicht eindeutig abgegrenztes angeborenes Krankheitsbild des Neugeborenen mit einer Kombination von Trinkschwäche, Atemstörung, Mikrozephalie, Gaumenspalte und adduziertem Daumen. Betroffene versterben häufig früh. Wesentliches Merkmal ist auch eine Arthrogrypose.
Synonyme sind: Addierte Daumen; Syndrom des Adduzierten Daumens; Adduzierte Daumen-Arthrogrypose-Syndrom Typ Christian; Christian Syndrom; englisch Christian Adducted thumb syndrome; Congenital clasped thumb; Thumb in palm deformity; Flexion adduction deformity of the thumb
Die Erstbeschreibung stammt aus dem Jahre 1971 durch die US-amerikanischen Humangenetiker Joe C. Christian, P. A. Andrews, P. M. Conneally und Jans Muller an vier Neugeborenen in Amischfamilien.

## Verbreitung
Die Häufigkeit wird mit unter 1 zu 1.000.000 angegeben, die Vererbung erfolgt vermutlich autosomal-rezessiv.
Bei einigen Syndromen können adduzierte Daumen wesentliches Krankheitsmerkmal sein:
- L1CAM-Syndrom (Corpus callosum-Agenesie-Intelligenzminderung-Adduzierte Daumen-Spastische Paraplegie-Hydrozephalus-Syndrom)
- MASA-Syndrom (Intelligenzminderung-Aphasie-schlurfender Gang-adduzierte Daumen-Syndrom)
- Muskulocontrakturelles EDS

## Ursache
Der Erkrankung liegen – zumindest teilweise – Mutationen im CHST14-Gen auf Chromosom 15 Genort q15.1 zugrunde, welches für die Carbohydrate Sulfotransferase 14 kodiert.
Mutationen in diesem Gen finden sich auch bei der Muskulokontrakturellen Form des Ehers-Danlos-Syndroms.

## Klinische Erscheinungen
Klinische Kriterien sind:
- pränatale Dystrophie
- Adduzierte Daumen
- Trinkschwierigkeiten
- respiratorische Probleme
- Mikrozephalie, Kraniostenose, Krampfanfälle, mentale Retardierung
- Ophthalmoplegie
- Klumpfüße
- Gaumenspalte
- abnormaler Ohransatz
- Arthrogrypose mit Bewegungseinschränkung im Ellbogen-, Hand- und Kniegelenk

## Diagnose
Bereits früh in der Schwangerschaft kann im Ultraschall die auffallende Daumenstellung festgestellt werden.
Nach der Geburt ergibt sich die Diagnose aus der Kombination klinischer Befunde. Mit dem Moro-Reflex kann die Erkrankung frühzeitig nach der Geburt erkannt werden.

## Differentialdiagnose
Abzugrenzen sind:
- Arthrogrypose Typ 1
- X-chromosomale Form
- Freeman-Sheldon-Syndrom
- Kongenitale Kontrakturale Arachnodaktylie
- Aquäduktstenose
- MASA-Syndrom
- Fehlen der Extensoren am Daumen

Ferner können adduzierte Daumen auch beim White-Sutton-Syndrom vorkommen.